# Going Mobile
«Going Mobile» es una canción del grupo británico de rock The Who, de su álbum de 1971 Who's Next.

## Grabación
Fue grabada en los Olympic Studios en mayo de 1971, aunque un informe no confirmado, sitúa los inicios del proceso de grabación de la canción en Stargroves, en abril del mismo año. «Going Mobile» fue una canción destinada en primer lugar al proyecto Lifehouse, pero debido a la cancelación de este, el grupo decidió colocarla en el álbum Who's Next.
El distorsionado sonido de la guitarra eléctrica de Pete Townshend, fue resultado de una conexión de esta junto a un sintetizador, logrando un intenso y envolvente sonido en la guitarra principal de la canción.
El demo original de la canción, fue lanzado por Townshend en su álbum de 1999 Lifehouse Chronicles.

## Concepto
La canción se refiere a las alegrías de un viaje por parte de Ray, un granjero escocés que junto con su esposa Sally y su familia, viajan al sur en su camioneta herméticamente cerrada. Townshend había comprado una gran casa rodante en la época del mítico concierto de la banda en el Festival de la Isla de Wight en 1970, usándola en aquel concierto y en posteriores en el Reino Unido en 1970 y 1971.